# اختیار معامله
اختیار معامله (به فرانسوی: option) یک ابزار مشتقه در مالیه است. اختیار معامله یک قرارداد قانونی است که توسط یک فروشنده به یک خریدار در ازای مبلغ معینی فروخته می‌شود. خریدار این قرارداد آنگاه این اختیار را به دست می‌آورد که یک دارایی (اعم از سهام یا کالا) را تا مدت مشخصی به مبلغ تعیین شده‌ای بخرد یا بفروشد.

## انواع
اختیاری که به دارنده‌اش اجازه می‌دهد دارایی را به قیمت مشخص خریداری کند اختیار خرید نامیده می‌شود.
اختیاری که به دارنده‌اش اجازه می‌دهد که دارایی را به قیمت مشخص به فروش برساند اختیار فروش نامیده می‌شود.
فروشنده ممکن هست اختیار خرید را برای یک خریدار به عنوان بخشی از یک معامله دیگر از جمله به عنوان انتشار سهام یا به عنوان بخشی از طرح انگیزش کارکنان عطا نماید در غیر این صورت خریدار باید یک صرف را به فروشنده برای اختیار بپردازد.
اختیار خرید به‌طور معمول باید هنگامی که قیمت اعمال شده (توافق شده) کمتر از ارزش بازار دارایی پایه در زمان سررسید است اعمال شود اختیار فروش به‌طور معمول باید هنگامی که قیمت اعمال شده (توافق شده) بیشتر از ارزش بازار دارایی پایه در زمان سررسید است اعمال شود.
هنگامی که یک اختیار معامله اعمال می‌شود هزینه خریدار برای کسب دارایی برابر است با قیمت اعمال به اضافه قیمت اختیار خرید و هنگامی که تاریخ سررسید یک معامله می‌رسد و معامله صورت نمی‌گیرد خریدار باید مبلغ زیان را به فروشنده بدهد. در بسیاری از حالات همین حق اختیار درآمد فروشنده هست و از دست دادن سرمایه برای خریدار هست. دارنده یک اختیار ممکن است ان را به یک شخص سوم بفروشد این کار در یک معامله در خارج از بورس یا در بورس اختیار معامله انجام می‌گیرد.

## تاریخچه
قراردادهای مشابه اختیار معامله از زمان باستان مورد استفاده قرار می‌گرفته است. اولین خریدار مشهور، ریاضیدان و فیلسوف یونان باستان، تالس بود. او در یک مورد خاص که پیش‌بینی می‌شد برداشت زیتون در فصل بهار بیش از حد معمول باشد، امتیاز کاربری تعدادی دستگاه پرس و روغن‌گیری زیتون‌ را به دست آورد. هنگامی که فصل بهار فرا رسید و برداشت زیتون بیشتر از حد انتظار بود، او از حق خود استفاده کرد و سپس دستگاه‌ها را با قیمتی بسیار بالاتر از آنچه برای «اختیار معامله» خود پرداخت کرده بود، اجاره داد.
کتاب Confusion of Confusions در سال 1688 معاملات "opsies" در بورس اوراق بهادار آمستردام (اکنون به Euronext معروف است) را شرح می‌دهد. در این کتاب آمده است که "تنها ریسک‌های محدودی متوجه شما خواهد شد، در حالی که سود ممکن است از تمام تصورات و امیدهای شما فراتر رود."
در دوران کنونی هم قراردادهای اختیار در بورس اوراق بهادار ده‌ها سال است که شناخته شده است. بورس اختیار معامله شیکاگو در سال ۱۹۷۳ راه‌اندازی شد که نظامی را با استفاده از فرم‌ها و شرایط استاندارد ایجاد کرده است و از طریق یک اتاق پایاپای تضمین شده معاملات را تسویه می‌کند.

## بررسی ارزش‌گذاری
ارزش‌گذاری اختیار در حال حاضر موضوع تحقیقات امور مالی علمی و عملی است. اساساً ارزش اختیار معامله به ۲ بخش تقسیم شده‌است:
- اولین بخش ارزش ذاتی است که تفاوت بین ارزش بازار دارایی و قیمت اعمال دارایی است.
- دومین بخش ارزش زمانی است که به فاکتورهای زیادی بستگی دارد (متغیرهای زیاد و ارتباط غیر خطی) و بازتاب ارزش مورد انتظار تنزیل شده در زمان‌های مختلف سررسید است. ارزش اختیار معامله رابطه مستقیم با زمان دارد، بدین معنی که هرچه تاریخ انقضاء در آینده دور تری باشد، قیمت اختیار معامله گران‌تر می‌باشد. دلیل این امر همان غیرقابل پیش‌بینی شدن بیشتر متغیرها با دور شدن از زمان حال می‌باشد. به عبارت دیگر قرارداد‌های آپشن با سررسید نزدیک ارزش زیادی ندارند چون پیش‌بینی پذیر هستند.

اگرچه ارزش‌گذاری اختیار معامله حداقل از قرن نوزدهم مورد مطالعه قرار گرفته‌است اما در رویکرد معاصر از سال۱۹۷۳ از طریق مدل بلک-شولز ارزشگذاری می‌شود.

## قراردادهای ویژه
یک اختیار معامله قراردادی است بین دو طرف معامله با یک دوره زمانی خاص و در یک جدول زمانبندی شده.
قراردادهای اختیار معامله ممکن است به‌طور کامل پیچیده باشند. به هر حال در کمترین حالت آن‌ها معمولاً شامل موارد زیر می‌باشند:
هنگامی که دارنده اختیار حق خرید دارایی را دارد، به آن اختیار خرید می‌گویند و اگر اختیار فروش داشته‌باشد قرارداد اختیار فروش نامیده می‌شود. دو عامل اصلی در هنگام خرید آپشن قیمت اعمال (قیمت اعمال) و تاریخ انقضا ((options)|Expiration Date) می‌باشند. یکی از روش‌های مدیریت ریسک، خرید یا فروش آپشن در قیمت اعمال و Expiration date مختلف می‌باشد. به این روش مدیریت ریسک مصون‌سازی گفته می‌شود.

## تعداد و نوع معامله
- قیمت اعمال: قیمتی است که معامله دارایی پایه بر اساس آن اعمال می‌شود.
- تاریخ سررسید: آخرین تاریخی که اختیار معامله می‌تواند انجام شود.
- شرایط تسویه: آیا دارندهٔ اختیار باید دارایی واقعی را در زمان اعمال تحویل دهد یا معادل وجه نقد پرداخت کند.

## انواع معاملات اختیار
با توجه به نوع حقوق اختیار
- اختیار خرید
- اختیار فروش

با توجه به دارایی پایه
- اختیار معامله اوراق قرضه
- اختیار معامله آتی
- اختیار معامله شاخص
- اختیار معامله کالا
- اختیار معامله ارز

با توجه به بازارهای معاملاتی
- اختیار قابل معامله در بورس: یک نوع از اوراق مشتقه قابل معامله در بورس هستند اختیارهای قابل معامله در بورس دارای قراردادهای استاندارد شده هستند و چون قراردادها استاندارد هستند مدل‌های قیمت‌گذاری در دسترس هستند.
- اختیارهای قابل معامله در بورس شامل:
- اختیار معامله سهام
- اختیار معامله اوراق قرضه
- اختیار معامله نرخ بهره
- اختیار معامله شاخص بازار سهام
- اختیار معامله قراردادهای آتی

اختیار معامله در بازار خارج از بورس: بین دو شرکت یا بخش خصوصی انجام می‌گیرد و در بورس انجام نمی‌شود. شرایط این معاملات نا محدود هست و ممکن است به‌طور شخصی با توجه به نیاز هر نوع کسب و کار طراحی شده باشد.
- اختیار معامله‌های رایج قابل معامله در بازار خارج از بورس
- اختیار معامله نرخ بهره
- اختیار معامله نرخ ارز
- اختیار معامله پایاپای

دیگر نمونه‌های اختیار معامله یکی دیگر از نمونه‌های مهم اختیار معامله (به ویژه در ایالت متحده آمریکا) اختیار معامله سهام برای کارمندان که توسط شرکت به عنوان یک شکل از ایجاد انگیزه تعلق می‌گیرد. بسیاری دیگر از انواع اختیار در بسیاری از قراردادهای مالی وجود دارد به عنوان مثال اختیار معامله املاک واقعی. به هر حال بسیاری از اصول ارزشیابی و مدیریت ریسک در تمام اختیارهای مالی وجود دارد. دو نمونه اختیار معامله وجود دارد: اختیار معامله با پشتوانه و بدون پشتوانه

### روش‌های اختیار معامله
قواعد نامگذاری برای کمک به شناسایی خواص مشترک انواع مختلف اختیار معامله کاربرد دارد که شامل:
- اختیار معامله اروپایی: اختیار معامله فقط در تاریخ سررسید امکان اعمال وجود دارد.
- اختیار معامله آمریکایی: اختیار معامله ممکن است در روزهای قبل از سررسید معامله شود (امکان اعمال قبل از سررسید وجود دارد)
- اختیار معامله برمودا: اختیار معامله ممکن است در تاریخ‌های مشخص شده از قبل یا قبل از سررسید اعمال شود. (ترکیبی از آمریکایی و اروپایی)
- اختیار معامله آسیایی
- اختیار معامله بلامانع: اختیار معامله با ویژگی‌های عمومی که موقعی می‌تواند اعمال شود که قیمت اوراق بهادار پایه از سطح خاصی بگذرد
- اختیار معامله نامتعارف: هر یک از طبقه‌های بزرگ از اختیار معامله که ممکن است شامل ساختارهای پیچیده مالی باشد.

### مدلهای ارزش‌گذاری
ارزش یک اختیار معامله را می‌توان با استفاده از انواع تکنیک‌های کمی بر اساس مفهوم ریسک قیمت‌گذاری و محاسبات تصادفی تخمین زد. ابتدایی‌ترین مدل مدل بلک-شولز است. در مدل‌های پیچیده‌تر از مدل نوسانات استفاده می‌شود. این مدل‌ها با استفاده از تکنیک‌های عددی اجرا می‌شود. به‌طور کلی مدل‌های ارزشیابی اختیار استاندارد بستگی به فاکتورهای زیر دارد:
- قیمت کنونی بازار اوراق بهادار پایه
- قیمت اعمال اختیار
- هزینه نگهداری موقعیت در اوراق بهادار پایه شامل نرخ بهره و سود تقسیمی
- زمان سررسید همراه با محدودیت‌هایی که در هنگام اعمال وجود دارد.
- تخمین نوسانات قیمتی اتی اوراق بهادار پایه در طول دوره نگهداری اختیار معامله

مدل‌های پیشرفته تر به عوامل بیشتری همانند تغییرات نوسانات در طول زمان و سطح قیمت دارایی‌های مختلف و پویایی نرخ بهره تصادفی نیاز دارد.